# Spatzeil

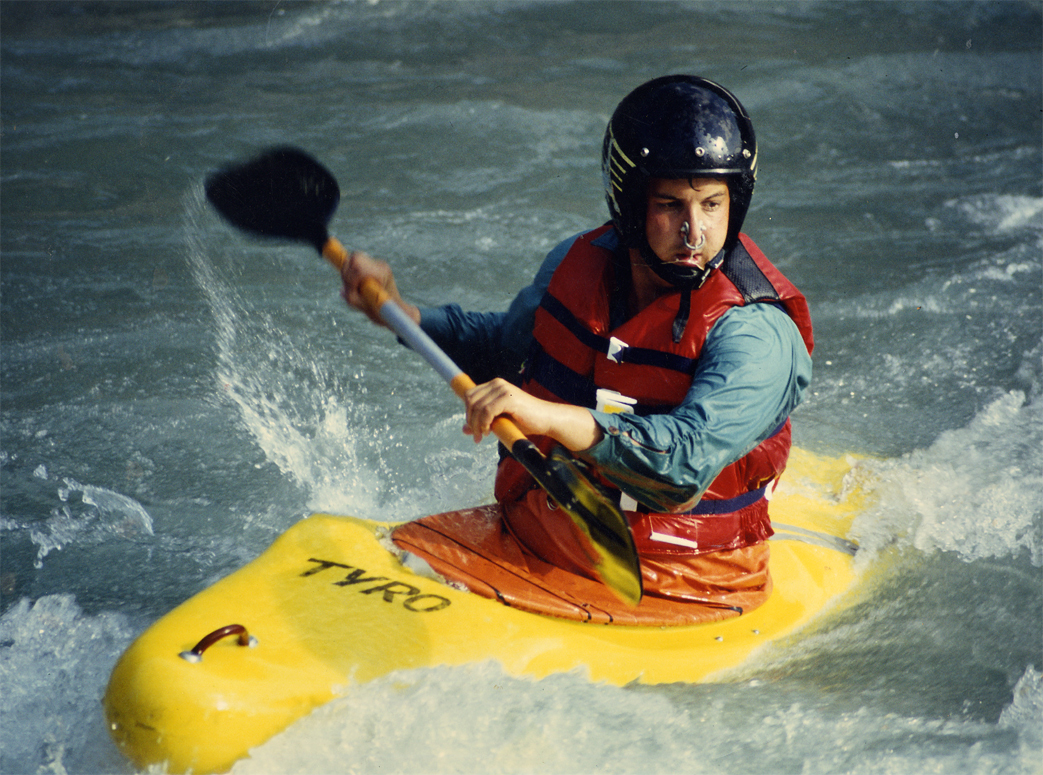
Kanoër met spatzeil.

Een spatzeil is de waterdichte afsluiting van opening van de boot om de kanovaarder. De kuip van de boot heeft een rand waar het zeil met elastiek omheen past. Het sluit om de romp van de kanoër met een buisvormige slurf. Een spatzeil moet dus zowel de boot als de persoon passen.
Aan de voorkant van het zeil zit een treklus om het spatzeil los te maken, ook in paniek onder water. Het is dus van levensbelang dat bij het instappen die lus niet per ongeluk onder het zeil terechtkomt. Een band dwars over het zeil in plaats van die treklus heeft dat risico niet. De kanobonden adviseren de onderwateruitstap onder gecontroleerde omstandigheden te oefenen voordat men een spatzeil gaat gebruiken.
Het materiaal is tegenwoordig meestal neopreen, maar andere flexibele kunststoffen kunnen ook gebruikt worden, zoals soms ook een combinatie van bijvoorbeeld neopreen en nylon. Het voordeel van neopreen is dat het een strak oppervlak oplevert zodat er geen kuiltje water voor de buik ontstaat. Een nadeel van neopreen is dat het nooit helemaal waterdicht is maar iets doorzweet.
Een spatzeil kan voorzien zijn van een kaartentas of zakken voor eten of andere uitrusting zoals een marifoon.